# Schwarzpunktierter Schneckling
Der Schwarzpunktierte Schneckling (Hygrophorus pustulatus) ist ein Pilz aus der Gattung der Schnecklinge. Sein Fruchtkörper wächst von August bis Dezember unter Fichten, Tannen und Mammutbäumen und zeichnet sich durch den graubraunen, mit dunklen Schüppchen besetzten Hut aus. Er ist ein guter Speisepilz und findet auch als Lieferant von Antibiotika Verwendung.

## Merkmale

### Fruchtkörper
Der Hut des Schwarzpunktierten Schnecklings wird 15–40 Millimeter breit; er ist hellgrau bis graubraun, die Mitte ist für gewöhnlich dunkler. Bei jungen Pilzen ist er zunächst halbkugelig gewölbt und der Rand ist eingerollt, im Laufe der Zeit flacht der Hut jedoch ab und der Rand biegt sich weiter nach außen. Die Huthaut ist mit schwärzlich-braunen Schüppchen bedeckt. Er ist nicht hygrophan, nimmt bei feuchter Witterung jedoch eine schleimige Oberflächenkonsistenz an. Das Fleisch des Hutes ist weiß, weich und vergleichsweise dünn (maximal 5 Millimeter stark); zum Hutrand hin wird es weniger. Weder verfügt es über einen ausgeprägten Geruch noch über einen nennenswerten Geschmack.

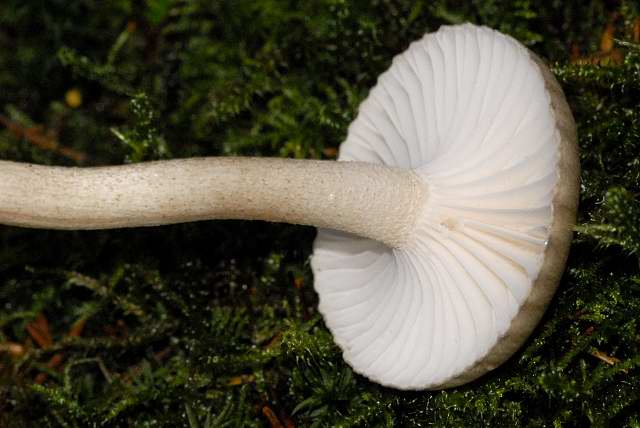
Stiel und Lamellen eines Schwarzpunktierten Schnecklings

Die 21–30 weißen Lamellen sind entferntstehend, bogenförmig und laufen leicht am Stiel herab; am Grund sind sie aderig verbunden. Der Sporenabdruck ist weiß.

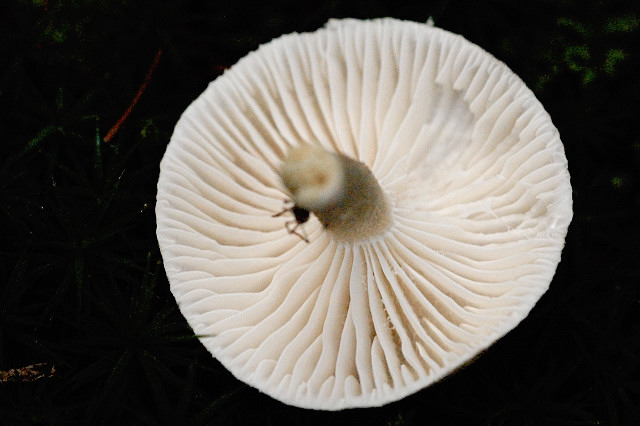
Lamellenstruktur des Schwarzpunktierten Schnecklings

Der Stiel des Schwarzpunktierten Schnecklings misst 30–60 × 3–8 Millimeter und ist zylindrisch zum Ende hin leicht verdickt. Er ist vollfleischig und von weißer oder hell gräulicher Farbe. Vor allem auf der oberen Hälfte, manchmal auch auf dem gesamten Stiel, finden sich kleine dunkle Flecken, die unter Umständen schräg verlaufende Bänder bilden können. Die untere Hälfte ist häufig von einem dünnen, klebrigen Film überzogen, der einen Überrest des Velum universale des Fruchtkörpers darstellt. Das Stielfleisch ist weiß und fest, geschmacklich und geruchlich ist es ebenfalls unauffällig.

### Mikroskopische Eigenschaften
Die Sporen des Schwarzpunktierten Schnecklings sind länglich-ellipsoid, sie messen etwa 7,0–9,5 × 4,0–6,0 Mikrometer. An einem Ende besitzen sie einen großen, stumpfen Apex. Die Sporen sitzen je zu viert, seltener zu zweit auf den Basidien. Diese sind etwa 43–59 × 7,5–9,5 Mikrometer groß, schlank und keulenförmig. Über Zystiden verfügt der Pilz nicht.
Die Trama der Lamellen ist bilateral, besteht also aus zwei Schichten, die sich aus zylindrischen beziehungsweise abgeflachten, verzweigten Elementen von etwa 40–160 × 4–25 Mikrometer zusammensetzen.
Die Pileipellis (Huthaut) des Schwarzpunktierten Schnecklings ist ein bis zu 400 Mikrometer starkes Ixotrichoderm, das heißt, sie besteht aus aufrechten, schlanken und verzweigten Hyphen. Am Grund sind sie stark verflochten, nach oben hin zunehmend lose. Die Hyphen werden etwa 2,5–4,0 Mikrometer breit, sind hyalin (durchscheinend) oder besitzen eine bräunliche Pigmentierung im Inneren und sie verfügen über eine glatte Oberfläche. Die Stipitipellis (Stielhaut) hingegen ist eine Cutis, sie besteht aus horizontal angeordneten hyalinen Hyphen. Diese werden 3,0–4,5 Mikrometer breit und besitzen verstreute, freie Enden. An manchen Stellen kommen dazu noch aufrechte Büschel dicker Hyphen (4,0–6,0 Mikrometer), die bis zu 400 Mikrometer lang werden. Ihre Enden sind zylindrisch bis leicht keulenförmig und werden 5,0–9,0 Mikrometer dick; auch diese Hyphen besitzen im Inneren eine braune Pigmentierung. Schnallen sind an den Hyphen der Cuticula vorhanden.

## Ökologie und Verbreitung

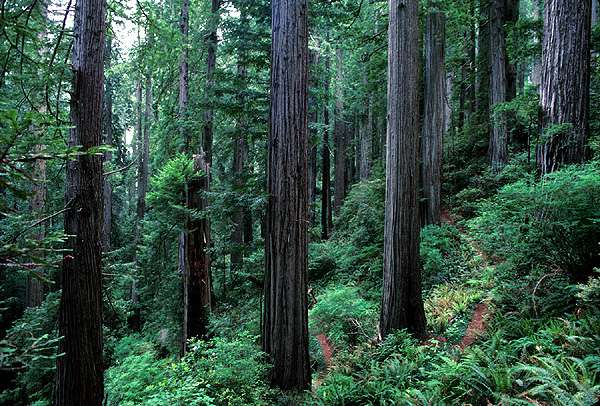
Mammutbaumwald

Der Schwarzpunktierte Schneckling lebt als Mykorrhizapartner von Kieferngewächsen, etwa Tannen (Abies) oder Fichten (Picea), aber auch mit Mammutbäumen (Sequoioideae). Dabei besiedelt er kalkige bis saure Böden und geht mit entsprechenden Baumarten eine Symbiose ein. Der Pilz bildet, je nach Standort, von August dis Dezember Fruchtkörper aus, die aus dem Waldboden wachsen.
Das Verbreitungsgebiet des Schwarzpunktierten Schnecklings erstreckt sich entsprechend über große Teile der Holarktis, wo er geeignete Wuchsbedingungen findet. Er ist sowohl im westlichen Nordamerika als auch für Europa nachgewiesen.

## Systematik
Der Schwarzpunktierte Schneckling wird innerhalb der Gattung Hygrophorus der Sektion Tephroleuci zugeteilt. Damit ist er nahe mit dem Wohlriechenden Schneckling (Hygrophorus agathosmus) verwandt.
Für den Scharzpunktierten Schneckling werden folgende Formen, Varietäten und Unterarten anerkannt:
| Subtaxon          | Erstbeschreibung          | Bemerkung   |
| ----------------- | ------------------------- | ----------- |
| f. pustulatus     | (Pers.) Fr. (1838)        | Nominatform |
| f. niphoides      | Cugnot (2004)             |             |
| var. epapillatus  | P. Karst.                 |             |
| var. inornatus    | E. Suárez & Gràcia (2004) |             |
| subsp. terebratus | Fr.                       |             |

## Bedeutung
Der Schwarzpunktierte Schneckling ist ein guter Speisepilz, der sich auch zum Trocknen eignet. Aus den Fruchtkörpern des Schwarzpunktierten Schnecklings lassen sich zudem Cyclopentenon-Derivate, die sogenannten Hygrophorone, gewinnen, die der Pilz als Sekundärstoffe produziert.
Diese Verbindungen sind Polyole und besitzen eine antifungale und antibakterielle (das heißt pilz- und bakterienbekämpfende) Wirkung, insbesondere im Bezug auf Gram-positive Bakterien. Dem Olivbraunen Schneckling kommt damit eine wichtige Rolle als Lieferant für Antibiotika zu, umso mehr, da die Hygrophorone auch bei Bakterienstämmen Wirkung zeigen, die gegen gängige Antibiotika wie Methicillin, Ciprofloxacin oder Vancomycin resistent sind.

## Verweise